# Серийные убийства девушек в округе Насо
Серийные убийства в округе Нассо — серия убийств девушек, совершенных в период с 21 августа 1984 года по 13 декабря 1989 года на территории округа Нассо, штат Нью-Йорк. Все жертвы были замечены в занятии проституцией и страдали наркотической зависимостью. В ходе расследования личность виновного так и не была установлена. Серия убийств стала первым прецедентом, когда на острове Лонг-Айленд действовал серийный убийца. В последующие десятилетия было разоблачено четыре серийных убийц, которые действовали на территории острова и округа Нассо, жертвами которых стало как минимум 32 девушки и женщины.

## Хронология событий
В список жертв были включены 5 девушек. В совершении убийств преступником не было продемонстрировано выраженного образа действия. Две жертвы были забиты до смерти, одна жертва была зарезана, одна задушена и одна девушка была застрелена.
- Первой жертвой стала 20-летняя Дебора Ли Смит. Была убита в августе 1984 года. Ее труп, завернутый в одеяло был обнаружен 21 августа на одной из улиц небольшого города под названием Вэлли Стрим. Девушка была застрелена двумя выстрелами в голову и область груди[3].

- 27-летняя Джона Джексон. Была убита в начале 1985 года. Ее труп с признаками разложения средней степени был обнаружен 18 февраля 1985 года на одной из парковок в городе Хэмпстед. В ходе судебно-медицинской экспертизы было установлено, что причиной ее смерти стали черепно-мозговая травма вследствие избиения. Тело Джоны Джексон преступник после совершения убийства поместил в полиэтиленовые мешки для мусора[4].

- 26-летняя Гвен Лукс. Была найдена задушенной на одном из кладбищ Хэмпстеда 13 сентября 1985 года[5].

- 22-летняя Дженис Уайлдер. Была убита в июне 1989 года. Ее тело со следами многочисленных ножевых ранений было обнаружено 27 июня того же года в промышленной зоне Хэмпстеда[5]..

- 23-летняя Кристина Уорнер. Была забита до смерти 13 декабря 1989 года[6].

## Подозреваемый
В ходе расследования основным подозреваемым стал житель города Лонг-Бич по Аллен Гормли, который родился 18 сентября 1953 года в Бруклине (штат Нью-Йорк). Детство и юность провел в социально благополучной обстановке. Начиная с подростковых лет, Аллен демонстрировал патологически повышенное половое влечение к девушкам. Он бросил школу «West Heampstead High School» после окончания 10-го класса, но впоследствии получил образование плотника. Несмотря на наличие рабочей специальности, большую часть своей трудовой карьеры Аллен Гормли работал в стриптиз-барах, ночных клубах, секс-шопах и магазинах продажи порнографических фильмов, расположенных в разных районах Нью-Йорка. Гормли не был женат и большую часть своего свободного от работы времени проводил в кварталах красных фонарей, в обществе проституток и сутенеров. Тем не менее, ведя подобный образ жизни, он не был замечен в ведении криминального образа жизни и уголовной ответственности до 1990 года никогда не подвергался.
Аллен Гормли был арестован 8 ноября 1990 года по обвинению в совершению двух убийств проституток на территории боро Куинс. Жертвами Гормли стали 19-летняя Стефани Крат и 25-летняя Майры Эйсебио. Девушки были убиты 10 февраля 1990 года и 30 октября 1990 года соответственно. После ареста Аллен Гормли признался в совершении убийств и рассказал следствию, что задушил девушек в своей квартире на территории города Лонг-Бич после того, как они потребовали от него денег на покупку крэк-кокаина, а он им отказал, после чего они стали угрожать ему расправой со стороны своих сутенеров. Трупы убитых девушек он поместил в полиэтиленовые мешки для мусора, вывез и бросил на окраине города.
Так как трупы двух из пяти девушек, убитых в округе Нассо — Гвен Лукс и Дженис Уайлдер были завернуты в одеяло и полиэтиленовые мешки, после ареста Гормли проверялся на причастность к этой серии убийств, однако доказательств этому впоследствии не нашлось. В 1992 году Аллен Гормли был признан виновным в совершении убийств Стефани Крат и Майры Эйсебио, после чего суд назначил ему уголовное наказание в виде 50 лет лишения свободы. Он умер находясь в заключении 28 сентября 2014 года. В годы тюремного заключения Аллену Гормли никаких других обвинений в совершении убийств так и не было предъявлено, вследствие чего личность виновного в совершении убийств девушек в округе Нассо так и не была установлена.